# RogerEbert.com
RogerEbert.com é um site americano de críticas de filmes que arquiva resenhas escritas pelo crítico de cinema Roger Ebert para o Chicago Sun-Times e também compartilha resenhas e ensaios de outros críticos. O site, subscrito pelo Chicago Sun-Times, foi lançado em 2002. Ebert escolheu a dedo escritores de todo o mundo para contribuir com o site. Depois que Ebert morreu em 2013, o site foi relançado sob a Ebert Digital, uma parceria fundada entre Ebert, sua esposa Chaz e o seu amigo Josh Golden.

## Antecedentes
Dois meses após a morte de Roger Ebert, Chaz Ebert contratou o crítico de cinema e televisão Matt Zoller Seitz como editor-chefe do site, já que seu blog PressPlay, da IndieWire, compartilhou vários colaboradores com a RogerEbert.com e porque ambos os sites promoveram o conteúdo um do outro.
Noel Murray, da The Dissolve, descreveu a coleção de resenhas de Ebert do site como "um recurso inestimável, tanto para obter uma perspectiva de linha de frente sobre filmes mais antigos quanto para obter uma noção melhor de quem era Ebert". Murray disse que o site incluía resenhas que Ebert raramente discutia em conversas, como as de Chelsea Girls (1966) e Good Times (1967), escritas quando Ebert tinha vinte e poucos anos. R. Kurt Osenlund, da Slant Magazine, disse em 2013 que outros colaboradores (incluindo Seitz, Sheila O'Malley e Odie Henderson) tinham "muita narrativa em primeira pessoa" em seu trabalho, como Ebert fez, acrescentando: "mas há outros colaboradores, como Ignatiy Vishnevetsky, que não faz muito isso. A diversidade geral torna o site uma espécie de coletivo de artistas."
RogerEbert.com organizou rotineiramente uma "Women Writer's Week" em homenagem ao Women's History Month, apresentando conteúdo de contribuidoras femininas durante toda a semana. Após a eleição presidencial nos Estados Unidos em 2016, a "Women Writer's Week" em 2017 foi descrita pela Observer como "agradecimentos abertamente políticos ao presidente Donald Trump". Chaz Ebert disse que a Marcha das Mulheres de 2017 ajudou a motivar as colaboradoras a contribuir com sua perspectiva para o cinema e a política.